# Gege
Gege (xinès: 格格; Pinyin: Gégé) va ser l'estil o forma manxú d'adreçar-se a una princesa nascuda d'un emperador. Les filles dels prínceps dels primers llocs de la línia successora també usaven el mateix títol. A la dinastia Qing, «Princesa» es feia servir de vegades per nomenar respectuosament l'estat noble d'altres dones.